# François Stifani
François Stifani, né le 27 septembre 1947 à Nardò en Italie, est un avocat français expert en fiscalité et en droit des affaires. De 2007 à 2012, il fut le grand maître de la Grande Loge nationale française, à l’époque deuxième obédience maçonnique de France. Stifani est l’auteur de nombreuses publications et prises de parole autour de la franc-maçonnerie.

## Enfance et études
Aîné d’une famille de sept enfants, François Stifani émigre avec ses parents en France en 1956. Il effectue ses études secondaires à Paris au collège Vitruve puis Charles-Baudelaire où il obtiendra un CAP d’aide-comptable qui lui permet d'entrer dans la vie active. Il continue alors des études de comptabilité en cours du soir et par correspondance au Conservatoire national des arts et métiers (CNAM)[réf. nécessaire].
De novembre 1968 à janvier 1970, il fait son service militaire dans l’Infanterie de Marine (Antilles - Guyane). En 1970, il s'installe sur la Côte d’Azur et intègre un cabinet comptable avec projet d'association dont il prendra la direction.[réf. nécessaire].
Parallèlement à son activité professionnelle, qu'il exerce à plein temps, il s'inscrit à la Faculté de droit de Nice où il obtient une licence de droit public avec option sciences politiques et une maîtrise de droit privé. Il est lauréat de droit commercial de la Faculté de droit et de sciences économiques de Nice[réf. nécessaire].

## Parcours professionnel
Inscrit comme Conseil Juridique pendant ses études de droit privé, François Stifani devient lors de la fusion des professions juridiques et judiciaires, avocat au barreau de Grasse. Depuis plus de vingt ans, il est membre associé et cogérant de la Société civile professionnelle d’avocats "Stifani - Fenoud"[réf. nécessaire].

## Franc-maçonnerie
François Stifani est initié en 1976, au Droit Humain, ses aspirations spirituelles l’amènent à être "régularisé" au Rite français au sein de la Grande Loge nationale française[réf. nécessaire]. 
En 2002, il est élu grand maître provincial d'Alpes - Corse - Méditerranée. Il sera successivement promu à de nombreuses fonctions et responsabilités provinciales puis nationale[réf. nécessaire].
En  2007 il est élu et installé grand maître en décembre pour trois ans, il fait prolonger son mandat à cinq ans par le Souverain Grand Comité de la GLNF, portant ainsi le terme de son mandat à fin 2012.
Élu grand maître de la Grande Loge nationale française le 1er décembre 2007, François Stifani est confronté à un mouvement de contestation d'une trentaine de dignitaires le 4 décembre 2009.
Face aux critiques de ces opposants qui lui reprochent notamment un mode de gestion qu'ils estiment trop personnel et l'opacité des comptes, François Stifani démissionne, avec le conseil d'administration, de sa fonction de président de l'association en janvier 2011. Ceci amène à la nomination d'un administrateur judiciaire et à l'audit des comptes[réf. nécessaire].
Par ailleurs, ses opposants l'accusent d'avoir dit que « la GLNF avait 43 000 membres à la disposition du Président de la République », en violation des règles de l'obédience[réf. nécessaire].
Plusieurs centaines d'opposants ont organisé une manifestation publique pour demander sa démission le 3 décembre 2011.
Lors de la procédure de désignation du candidat à la grande maîtrise du 30 mars 2012, il est proposé par le Souverain Grand Comité par 45,26 % des voix, mais à l'assemblée générale du 23 juin 2012, 1025 des 1708 délégués des loges ont refusé de ratifier cette désignation.
Par ordonnance no 1541 du 4 décembre 2012, trois jours après son élection, le nouveau grand maître de la GLNF Jean-Pierre Servel suspend François Stifani pour « comportement contraire à l'éthique maçonnique, violation des textes fondateurs, le tout portant gravement atteinte au principes fondamentaux de l'ordre et étant de nature à compromettre le fonctionnement harmonieux de l'association, ainsi qu'à nuire à son image ». Dans le même document, le grand maître :
- Interdit à François Stifani la fréquentation de toute loge, conseil ou assemblée dépendant de la GLNF ;
- Interdit à toute loge de le recevoir ;
- Ordonne que soient saisies les instances disciplinaires de la GLNF selon les délais et disposition réglementaire de la GLNF.

Il est radié de la GLNF le 24 avril 2013.